# Temelia, Bacău
Temelia este un sat în comuna Gura Văii din județul Bacău, Moldova, România.